# 보리스 넴초프
보리스 예피모비치 넴초프(러시아어: Борис Ефимович Немцóв, 문화어: 보리스 넴쪼브, 1959년 10월 9일 ~ 2015년 2월 27일)는 러시아의 정치인이다. 2015년 2월 모스크바 크렘린 근교에서 암살되었다.

## 경력
보리스 넴초프는 1991년 보리스 옐친이 그를 임명하면서 니즈니노브고로드 주지사가 되었다. 넴초프는 재임하면서 150개에 이르는 집단농장을 과감히 사유화했고 외국투자자에게 각종 세제혜택을 줌으로써 숱한 외국기업과 자본을 유치했었다. 이를 바탕으로 1995년에 시행된 니즈니노브고로드 주지사 선거에서 압도적인 표차로 당선되면서 연임하였다. 1997년 3월 17일, 넴초프는 39세의 나이에 제 1부총리 자리에 올랐고, 1998년 4월 28일까지 이 자리를 유지했다. 그는 한때 2000년 유력한 대선주자로 뽑히기도 하였으나, "러시아 대통령이 되기를 바라기 보다는 이 어지러운 (모스크바의) 분쟁과 어려운 직무에서 벗어나 주지사로 있는 것이 훨씬 낫다" 며 대통령 직을 바라지 않는다고 말했다.
이후 1999년 우파 연합을 창설했고, 한때는 푸틴을 지지하기도 하였으나 푸틴의 권위주의적 통치에 염증을 느끼고 반정부 성향으로 돌아섰다. 2003년 총선에서 참패해 공동 대표직을 사퇴하였고, 이후 블라디미르 푸틴 대통령 시절에는 반정부 시위 및 러시아의 우크라이나 군사 개입을 반대하는 시위하는 등 야권 성향을 보였다.

## 죽음
모스크바 시간 기준 2015년 2월 27일, 넴초프는 크렘린 근교에서 괴한의 총격을 받아 사망하였다.
넴초프는 모스크바 크렘린 근처의 볼쇼이 모스코레츠키 다리에서 우크라이나 모델 안나 두리츠카야와 함께 걷던 중 총에 맞아 사망했다. 범인은 흰색 차를 탄 채로 넴초프에게 총탄 6발을 발사했고, 그 중 4발이 넴초프의 등에 맞았다. 그는 현장에서 사망했다.
그는 3월 1일 예정된 러시아의 경제 및 돈바스 전쟁에 대해 항의하기 위해 조직된 반정부 집회 "베스나"(러시아어로 봄)를 이끌기 하루 전에 사망했다. 미디어에서는 넴초프가 친구들에게 동부 우크라이나의 노보로시야 연방국에 대한 푸틴의 지원정책으로 살해 위협을 느끼고 있다고 말했다고 전했다.
넴초프가 살해된 밤에 말라야 오르딘카 거리에서 그의 죽음과 관련한 검시가 진행되었다.
모스크바 시간 기준 2015년 3월 7일, 러시아 사법 당국 관계자는 리아 노보스티 통신을 통해 보리스 넴초프의 살해에 연루된 용의자 4명이 7일(현지시간) 체포됐다고 밝혔다.
그러나, 넴초프 암살 사태에 연루된 용의자들이 붙잡히면서 푸틴 대통령에 대한 압박과 책임론이 오히려 더욱 가중되고 있으며, 넴초프의 딸 잔나 넴초바는 CNN과의 인터뷰에서 아버지의 암살에는 푸틴이 "정치적 책임을 져야 한다"며 "(러시아 정부가 진행중인) 공식 수사를 믿지 않는다"고 밝혔다.
한편, 우크라이나의 대통령인 페트로 포로셴코는 넴초프가 동부 우크라이나에 러시아 군이 개입한 결정적인 증거를 발표하기 전에 살해되었다고 주장하였다.

## 돈바스 전쟁 관련 보고서 공개
모스크바 시간 기준 2015년 5월 12일, 넴초프가 한때 이끌었던 자유주의 성향의 야당 러시아 공화당-인민자유당(RPR-PARNAS)은 넴초프가 작성한 러시아의 우크라이나 사태 개입 관련 보고서를 공개했고, 전체 64페이지 분량의 이 보고서에는 우크라이나 동부 돈바스 지역에서의 우크라이나 정부군과 친(親)러시아 분리주의 반군 간 전투에 러시아군이 친러시아 분리주의 반군을 도와 참여한 증거와 피해 규모 등이 들어가 있다.
넴초프는 220명 정도의 러시아 군인이 돈바스 전쟁에서 사망하였으나, 일로바이스크 전투에서 사망한 병사들을 제외한 다른 지역에서 숨진 병사들의 유족은 아무런 보상을 받지 못했다는 사실을 폭로했다. 이는 그동안 러시아 연방 정부가 그동안 우크라이나 사태에 대한 러시아군의 개입 주장을 강하게 부인해온 것과는 상반되는 사실이라, 논란이 예상된다.

## 참고 문헌
- Dunlop, John B. The February 2015 Assassination of Boris Nemtsov and the Flawed Trial of his Alleged Killers. An Exploration of Russia's 'Crime of the 21st Century' (Stuttgart: Ibidem-Verlag, 2019), 197pp.